# Ђурђевдан (песма)
Ђурђевдан је песма југословенског бенда Бијело дугме.

## Настанак песме
Главни вокал је Ален Исламовић, док пратеће пева текстописац Горан Бреговић. Хорске деонице песми изводи Прво београдско певачко друштво, док свира Оркестар Кадријеви. Мелодија је преузета из ромске песме Едерлези. Горан Бреговић је исту песму продуцирао 1988. године за потребе филма „Дом за вешање“ Емира Кустурице, али решава да направи и препев са новим аранжманом за албум Бијелог дугмета Ћирибирибела, као омаж Ђорђу Балашевићу и стиху из песме „Прича о Васи Ладачком” (Када нисам са оном коју волем). Ђурђевдан постаје највећи хит са тог албума и незванична химна навијача Црвене звезде.

## Оригинални текст
Сам Бреговић то до сада није потврдио, али сматра се да је основа текста преузета од страдалника који су били у возу смрти за јасеновачки логор и да је потом прерађена.
Полиција НДХ је 6. маја 1942. године наредила да се Срби у Сарајеву припреме за „ђурђевдански уранак“, а придружују им се и затвореници из Беледије, логора Ћемалуша, Централног и Градског затвора и касарне Војводе Степе. Колоне су се сусреле на станици Кулин Бан и дочекале воз смрти, који је саобраћао за Јасеновац. На вагонима је писало "седам коња или четрдесет војника", а усташе би у један вагон угурале две стотине људи. У путу, људи су почели да упадају у кризе од страха, неизвесности, глади и жеђи. Један од њих, за кога се тврди да је био члан сарајевске певачке групе „Слога“, запевао је:
Прољеће на моје раме слијеће, ђурђевак зелени, свима осим мени - Ђурђевдан је!
Песма се проносила од вагона до вагона, а неки затвореници су прихватили песму и запевали са њим како би „разбили страх“. Према доступним сведочењима, усташе су због ове песме затвориле прозоре на вагонима, а затвореници остају без ваздуха. Од 3.000 затвореника, углавном омладинаца, радно способних, који су напустили Сарајево, око 2.000 их је стигло у логор Јасеновац, остали су преминули у путу, док је сам логор преживело само њих две стотине. Захваљујући преживелима, међу којима је био и касније истакнути професор и историчар Жарко Видовић, сазнајемо за овај догађај и настанак песме српских логораша. О догађају говори у свом тексту Логорска историја Срба, Видовић сведочи да се доста препричавао у послератном периоду, па је Бреговић узео песму и обрадио.